# イテア・イリキフォリア
イテア・イリキフォリア（Itea ilicifolia、中国語: 冬青叶鼠刺）は、ズイナ科ズイナ属の被子植物。中国西部の原産。常緑の低木（灌木）で、高さ3–5 m (10–16 ft)、幅3 m (10 ft)ほどである。光沢のあるヒイラギのような葉を持ち、総状花序で緑がかった白色の花が夏から秋にかけて咲く。花は30 cm (12 in)の長さで、しな垂れ香る。耐寒性があるが、若い個体は乾燥した風から守る必要がある。
この植物は王立園芸協会のガーデン・メリット賞を受賞したことがある。
日本語ではシナズイナ（支那瑞菜）と呼ばれることがあるが、シナズイナは本種とは別の種（ヒイラギズイナ）を指すこともある。